# David Pimentel
David Dias Pimentel (Algarvia, Nordeste, 18 de março de 1941—São João da Boa Vista, 16 de março de 2021) foi um bispo português radicado no Brasil desde a juventude. Seu último trabalho pastoral foi o de bispo-emérito de São João da Boa Vista, São Paulo.

## Biografia
Dom David nasceu no Arquipélago dos Açores filho de João Dias Pimentel e Arminda de Jesus Costa, sendo o mais jovem entre dez irmãos. Seus estudos foram realizados em sua terra natal, sendo que aos treze anos entrou no Seminário da Consolata, em Fátima. Em 1960, veio com sua família para o Brasil e em Botucatu fez o colegial (atual ensino médio).
Em 1963 iniciou seus estudos de Filosofia no Seminário Central do Ipiranga e em 1965, a Teologia, na Pontifícia Universidade Gregoriana, em Roma. Foi ordenado sacerdote em 21 de dezembro de 1969, na cidade de São José do Rio Preto, atuando durante dezesseis anos, em diversos cargos diocesanos, como reitor do seminário, pároco em Nhandeara, São José do Rio Preto, Cedral e Monte Aprazível, coordenador diocesano de pastoral, professor do seminário e membro do conselho de presbíteros.
Em 1986, foi transferido para Guarulhos, onde foi pároco do Jardim Munhoz e da Catedral Nossa Senhora da Conceição, fazendo parte da coordenação de pastoral e do conselho de presbíteros. Em 1991, durante o período sede vacante, foi administrador diocesano e depois vigário geral da Diocese. Atuou na Diocese de Guarulhos por oito anos.
No início de 1995, voltou à Diocese de São José do Rio Preto, para ocupar o cargo de reitor e professor do seminário maior Sagrado Coração de Jesus e no dia 11 de dezembro de 1996 foi nomeado por João Paulo II, bispo auxiliar de Belo Horizonte.
Em 31 de janeiro de 1997, recebeu a ordenação episcopal, em São José do Rio Preto, tendo como sagrante Dom Serafim Fernandes de Araújo, Arcebispo de Belo Horizonte e cossagrantes, Dom José de Aquino Pereira, Bispo de Rio Preto e Dom Luiz Gonzaga Bergonzini, bispo de Guarulhos.
Em 7 de fevereiro de 2001 foi nomeado bispo de São João da Boa Vista. Em agosto de 2015 sofreu um acidente vascular cerebral, que o deixou com dificuldades de locomoção, e dependente da ajuda de sete padres para a administração da Diocese; com isso, anunciou seu pedido de renúncia ao Papa Francisco.
No dia 8 de março de 2021 foi internado na UTI do Hospital Maternidade da Unimed, em São João da Boa Vista, após contrair a COVID-19, sendo necessária sua intubação no dia 14 de março. Veio a falecer por complicações da doença dois dias depois, em 16 de março. Em decorrência da pandemia de COVID-19 em curso, sua missa de exéquias foi celebrada apenas com o clero da diocese e familiares do bispo na Catedral de São João da Boa Vista. O sepultamento também foi realizado na catedral.